# واترشیپ دون
واترشیپ دَون (انگلیسی: Watership Down) رمانی ماجراجویی از نویسنده انگلیسی ریچارد آدامز است که توسط رکس کالینگز ال‌تی‌دی از لندن در سال ۱۹۷۲ منتشر شد. داستان در برکشایر در جنوب انگلستان اتفاق می‌افتد و داستان گروه کوچکی از خرگوش‌ها را نشان می‌دهد. اگرچه آن‌ها در محیط طبیعی-وحشی خود در لانه‌ها زندگی می‌کنند، اما انسان‌سازی شده‌اند و فرهنگ، زبان، ضرب‌المثل‌ها، شعر و اسطوره‌های خود را دارند. این رمان با برانگیختن مضامین حماسی، خرگوش‌ها را دنبال می‌کند که از نابودی جنگجویان خود فرار می‌کنند و به دنبال مکانی برای ایجاد یک خانه جدید (تپه واترشیپ دَون) می‌گردند و در طول راه با خطرات و وسوسه‌هایی مواجه می‌شوند. واترشیپ دَون اولین رمان ریچارد آدامز بود. قبل از اینکه کالینگز نسخه خطی را بپذیرد، توسط چندین ناشر رد شد؛ کتاب منتشر شده سپس برنده مدال سالانه کارنگی (بریتانیا)، جایزه سالانه گاردین (بریتانیا) و جوایز دیگری شد. این رمان در سال ۱۹۷۸ به عنوان یک فیلم انیمیشن بلند اقتباس شد و از سال ۱۹۹۹ تا ۲۰۰۱، یک مجموعه تلویزیونی انیمیشن کودکانه بود. در سال ۲۰۱۸ یک درام از داستان ساخته شد که هم در بریتانیا پخش شد و هم در نتفلیکس در دسترس قرار گرفت. آدامز تقریباً ۲۵ سال بعد، در سال ۱۹۹۶، دنباله‌ای را به پایان رساند، داستان‌هایی از واترشیپ دَون، که به عنوان مجموعه‌ای از ۱۹ داستان کوتاه درباره الاحرایره و خرگوش‌های واترشیپ دَون وارن ساخته شد.

## تاریخچه پیدایش و انتشار
کتاب با داستان‌هایی شروع شد که ریچارد آدامز به دختران جوان خود، جولیت و روزاموند، در طول سفرهای طولانی با ماشین گفت. او در سال ۲۰۰۷ بازگو کرد که "او شروع به گفتن داستان خرگوش‌ها کرد. دختران اصرار کردند که او آن را بنویسد - «آن‌ها خیلی خیلی پیگیر بودند». - او پس از مدتی تأخیر، نوشتن را در عصرها آغاز کرد و ۱۸ ماه بعد آن را به پایان رساند. این کتاب به دو دختر تقدیم شده است.
توصیف آدامز از رفتار خرگوش وحشی بر اساس زندگی خصوصی خرگوش (۱۹۶۴)، توسط رونالد لاکلی، طبیعت‌شناس بریتانیایی بود. این دو بعداً با هم دوست شدند و یک تور در قطب جنوب را آغاز کردند که موضوع کتابی به نام «سفر از طریق قطب جنوب» (A. Lane ۱۹۸۲) شد.
واترشیپ دون هفت بار قبل از اینکه توسط رکس کولینگز پذیرفته شود، رد شد. ناشر لندنی تک‌نفره کولینگز به یکی از همکارانش نوشت: «من به تازگی رمانی درباره خرگوش‌ها نوشته‌ام، یکی از آن‌ها با درک فوق‌العاده حسی. فکر می‌کنی من دیوانه هستم؟» همکار در آگهی ترحیم خود از کولینگز، پذیرش کتابی به‌عنوان عجیب از نویسنده‌ای ناشناس که توسط ناشران بزرگ لندن رد شده بود، «یک ریسک دیوانه‌کننده» نامید، اما او ادامه داد: «این کتاب نیز خیره‌کننده بود. شجاع.» کولینگز سرمایه کمی داشت و نمی‌توانست پیش‌پرداخت بپردازد، اما «او یک نسخه مروری بر روی هر میز مهم لندن دریافت کرد.» آدامز نوشت که این کولینگز بود که عنوان آن را به واترشیپ دون داد. چاپ دوم در سال ۱۹۷۳ وجود داشت.
مک‌میلان آمریکا، که در آن زمان یک غول رسانه‌ای بود، اولین نسخه ایالات متحده را در سال ۱۹۷۴ منتشر کرد و یک نسخه هلندی نیز در آن سال منتشر شد.